# Gianyar
Gianyar (En alfabeto balinés: ᬕ᭄ᬬᬜᬃ; en latín balinés: gyañaŕ)  es una Kabupaten y Kota de Indonesia ubicada en la isla de Bali de 368 km² y con una población de más de 500000 de habitantes, siendo la segunda en densidad poblacional del distrito de Bali solo debajo de Badung.

## Turismo
Al igual que Badung y Denpasar, Gianyar es muy visitada con fines turísticos, especialmente desde que en 2012 se eliminara la prohibición de construir edificaciones, lo que provocó que se contruyeran más hoteles condominio (llamados también condoteles) y facilidades para construir departamentos, aunque Gianyar proiroza el turismo local sobre el extranjero.

## División administrativa
Gianyar está dividido en siete distritos administrativos:
| Nombre           | Área en km² | Población Censo 2010 | Población Censo 2020 | Villas | Código postal |
| ---------------- | ----------- | -------------------- | -------------------- | ------ | ------------- |
| Sukawati         | 55.02       | 110 429              | 119 975              | 12     | 80582         |
| Blahbatuh        | 39.70       | 65 875               | 74 093               | 9      | 80581         |
| Gianyar (ciudad) | 50.59       | 86 843               | 101 444              | 17     | 80511-90515   |
| Tampaksiring     | 42.63       | 45 818               | 50 864               | 8      | 80552         |
| Ubud             | 42.38       | 69 323               | 71 568               | 8      | 80571         |
| Tegallalang      | 61.80       | 50 325               | 52 257               | 7      | 80561         |
| Payangan         | 75.88       | 41 164               | 45 143               | 9      | 80572         |
| Total            | 368.00      | 469 777              | 515 344              | 70     |               |

El departamento de registro civil de Gianyar reportó 480 447 residentes por religión, en abril de 2012 el 97.8 % era Hindú.

## Playa Keramas
La Playa Keramas en Blahbatuh ha sido sede de competiciones internacionales de surf en los últimos años con limitadas facilidades como malos caminos y sin estacionamientos. En junio de 2013 Playa Keramas Beach estaba en el calendarios de competiciones internacionales de la Association of Surfing Professionals (ASP) igual que Oakley Bali.